# Liste der Monuments historiques in La Roche-Vanneau
Die Liste der Monuments historiques in La Roche-Vanneau führt die Monuments historiques in der französischen Gemeinde La Roche-Vanneau auf.

## Liste der Objekte
| Bezeichnung                               | Beschreibung                                                           | Standort                       | Kennzeichnung | Schutzstatus | Datum | Bild |
| ----------------------------------------- | ---------------------------------------------------------------------- | ------------------------------ | ------------- | ------------ | ----- | ---- |
| Skulptur Christus in der Rast             | Kalkstein, farbig gefasst, 16. Jahrhundert                             | in der Kirche St-Martin (Lage) | PM21001864    | Classé       | 1931  |      |
| Kreuzigungsfenster                        | Buntglas, Ende des 15. Jahrhunderts                                    | in der Kirche St-Martin (Lage) | PM21001865    | Classé       | 1902  |      |
| Kindheit-Christi-Fenster                  | Buntglas, Anfang des 16. Jahrhunderts, 1937 im unteren Bereich ergänzt | in der Kirche St-Martin (Lage) | PM21001867    | Classé       | 1910  |      |
| Kruzifixus                                | Fragment des Friedhofskreuzes; Kalkstein, 16. Jahrhundert              | in der Kirche St-Martin (Lage) | PM21001868    | Classé       | 1959  |      |
| Platte Josua und Kaleb mit der Weintraube | Kupfer, 16. Jahrhundert; im Musée d’art sacré de Dijon deponiert       | in der Kirche St-Martin (Lage) | PM21001869    | Classé       | 1959  |      |
| Pietà (1)                                 | Kalkstein, farbig gefasst, 16. Jahrhundert                             | in der Kirche St-Martin (Lage) | PM21001870    | Classé       | 1967  |      |
| Pietà (2)                                 | Kalkstein, 16. Jahrhundert                                             | in der Kirche St-Martin (Lage) | PM21001871    | Classé       | 1967  |      |
| Skulptur Heilige Regina                   | Holz, farbig gefasst, 16. Jahrhundert                                  | in der Kirche St-Martin (Lage) | PM21001872    | Classé       | 1967  |      |
| Tabernakel                                | Kalkstein, Holz, 15. Jahrhundert                                       | in der Kirche St-Martin (Lage) | PM21001866    | Classé       | 1902  |      |